# Erik Nietzsche
De unge år: Erik Nietzsche sagaen del 1 és una pel·lícula danesa dirigida per Jacob Thuesen estrenada l'any 2007. Presentat com una autobiografia del cineasta Erik Nietzsche, el film és en realitat escrit per Lars von Trier que, sense explicar directament la seva vida d'estudiant, se n'inspira per tractar amb humor les escoles de cinema on ha fet les seves primeres armes.

## Argument
Erik Nietzsche és un jove danès tímid i inexpert que somia amb convertir-se en director de cinema. Admès per error a l'escola danesa de cinema, topa amb la competició alimentada entre els alumnes, l'abstracció dels cursos (la tècnica no és ensenyada el primer any) i la nul·litat de professors frustrats i pedants. Enmig d'aquest nou entorn, Erik se sent diferent, veient situacions absolutament surrealistes i alhora delirants, que condueixen la seva vida en un ondulant vaivé entre el drama i la comèdia. A base de decepcions professionals però també sexuals o polítiques, fa el seu aprenentatge amb la finalitat d'aconseguir imposar-se en un món que no perdona els ingenus.

## Repartiment
- Jonatan Spang: Erik Nietzsche
- David Dencik: Zelko
- Carl Martin Norén: Göran
- Therese Damsgaard: Karin
- Mil Lehfeldt: Margrethe
- Line Bie Rosenstjerne: Anna
- Astut Brolin-Tani: Stine
- Søren Pilmark: Mads
- Søren Malling: Jans Jørgen
- Dejan Cukic: Selkoff
- Troels Lyby: Bent
- Lars von Trier: el narrador
- Jens Albinus: Troels Højbjerg

## Nominacions[calcitació]
- Gran Premi - Millor Comèdia al Monte-Carlo Film Festival de la Comèdia 2007.
- Premi Especial del Jurat - Premi al 1er Film al Monte-Carlo Film Festival de la Comèdia 2007.